# Wijkia letestui
Wijkia letestui là một loài Rêu trong họ Sematophyllaceae. Loài này được (Thér. & P. de la Varde) H.A. Crum miêu tả khoa học đầu tiên năm 1971.